# Symplex
Symplex is een historisch merk van motorfietsen.
De bedrijfsnaam was: Symplex Motors, Birmingham.
Symplex was een Engels merk dat eenvoudige, door J.J. Allen ontworpen motorfietsen met 311 cc Dalm-motor bouwde. De productie begon in 1913 en eindigde in 1922. 